# Noi, cei din linia întîi
Noi, cei din linia întîi este un film românesc realizat de Sergiu Nicolaescu în 1986. Acțiunea filmului se petrece în octombrie 1944 (prima parte) și decembrie 1944 - ianuarie 1945 (a doua parte) pe fronturile din Transilvania, Ungaria și Cehoslovacia.
O parte din filmări, din martie 1985, s-au făcut în incinta fostei Mănăstiri Văcărești, producând o serie de stricăciuni, cea mai gravă fiind fracturarea crucii din marmură a unuia dintre ctitorii mănăstirii, domnitorul Constantin Mavrocordat. Scenariul este scris de Titus Popovici după o idee de Petru Vintilă care a fost folosită și la realizarea filmului Castelul condamnaților (1970).

## Distribuție
- George Alexandru — lt. Horia Lazăr
- Anda Onesa — Silvia Marinescu, fiica gen. Marinescu
- Valentin Uritescu — sergentul Șaptefrați
- Ion Besoiu — col. Câmpeanu, șeful statului major al Diviziei 18 Infanterie
- Ștefan Iordache — ofițerul conte maghiar Assakurthy
- Sergiu Nicolaescu — generalul Marinescu, comandantul Diviziei 18 Infanterie
- Mircea Albulescu — tatăl lui Horia Lazăr
- Silviu Stănculescu — generalul sovietic
- Colea Răutu — sergentul sovietic Pliușkin
- Emil Hossu — soldatul Munteanu, fost deținut politic
- Vladimir Găitan — lt. sovietic Igor Ivanici Bodnarenko
- Marian Culineac — caporalul Petre Mărgău, originar din satul Trăznea (menționat Marian Culiniac)
- Ion Siminie — generalul german Reinhardt, comandantul unei divizii de blindate
- Traian Costea — maiorul german Franz
- Vasile Muraru — fruntașul Petcu
- Stelian Stancu — maiorul Badiu, comandantul regimentului de infanterie
- Eusebiu Ștefănescu — ofițer german de blindate
- Costel Băloiu — soldatul Firu
- Bogdan Stanoevici — soldatul Lică
- Geo Dobre — locotenentul german Peter Ungwart
- Cristian Șofron — caporal român
- Eduard Belaus
- Mihai Cafrița
- Maria Junghietu — infirmieră sovietică
- Mircea N. Stoian
- Adrian Vâlcu — soldat român
- Hans Huprich Grum
- Virgil Flonda — general german
- Mircea Anghelescu — general german
- Vasile Pupeza
- Gabriel Chirea
- Alexandru Dobrescu — general român
- George Ulmeni — colonel sovietic
- Mugur Arvunescu
- Ion Rițiu — căpitan de infanterie
- Ion Apahideanu — ofițer maghiar
- Constantin Păun — soldatul Nicu Bergan
- Ion Răcășan
- Petre Petrache
- Ilie Vlaicu
- Ion Militaru
- Iulian Popovici
- Mihai Adrian
- Florin Budu
- Marian Râlea — locotenent român (nemenționat)
- Cornel Gârbea — partizan cehoslovac (nemenționat)
- Ion Anghel — dirijorul fanfarei cehoslovace (nemenționat)
- Constantin Diplan — căpitan medic român (nemenționat)
- Vasile Boghiță — sergent sovietic (nemenționat)
- Cornelia Columbeanu — asistentă medicală (nemenționată)
- Vlad Columbeanu — ofițer de artilerie al Wehrmarchtului (nemenționat)
- Andrei Tănăsescu — Leon Klein, pianist evreu venit din Arad până în Ungaria la începutul războiului (nemenționat)
- Mircea Hodîrnău — ofițer al Wehrmarchtului (nemenționat)
- Carmen Trocan — asistentă medicală (nemenționată)

## Producție
Filmări au avut loc și la Cota 2000, iar regizorul avea o condiție fizică remarcabilă, reușind să se miște mai rapid și decât cascadorii la urcușurile pe munte.
Sergiu Nicolaescu a afirmat în volumul său de memorii că Noi, cei din linia întîi a fost cel mai cenzurat film regizat de el. Conducerea Consiliului Culturii și Educației Socialiste a impus scoaterea unei scene cu violențe săvârșite de unguri, a „momentului Budapesta” în care armata română, deși era cea mai avansată, a fost scoasă de pe Bulevardul Rákóczi din ordinul lui Stalin pentru ca armata sovietică să ajungă prima la clădirea Parlamentului Ungar și a dramei generalului Gheorghe Avramescu, acuzat de trădare de către sovietici și executat, în timp ce fiica lui se sinucidea în detenție.

## Primire
Filmul a fost vizionat de 4.353.493 de spectatori în cinematografele din România, după cum atestă o situație a numărului de spectatori înregistrat de filmele românești de la data premierei și până la data de 31 decembrie 2014 alcătuită de Centrul Național al Cinematografiei.

## Legături externe
- Noi, cei din linia întîi la Internet Movie Database
- Noi, cei din linia întîi la CineMagia